# Yunnanosaure
El yunnanosaure (Yunnanosaurus, "llangardaix de Yunnan") és un gènere de dinosaure prosauròpode que va viure del Juràssic inferior al Juràssic mitjà, posició en el temps que el fa un dels últims prosauròpodes. Està estretament emparentat amb el lufengosaure. Se'n coneixen dues espècies vàlides.